# Neopetrosia similis
Neopetrosia similis är en svampdjursart som först beskrevs av Ridley och Arthur Dendy 1886.  Neopetrosia similis ingår i släktet Neopetrosia och familjen Petrosiidae. Inga underarter finns listade i Catalogue of Life.